# Иня (верхний приток Оби)
И́ня — река в Новосибирской области и Алтайском крае России. Исток реки находится в посёлке Посевная Новосибирской области. Устье — в Шелаболихинском районе Алтайского края, в 3271 км от устья по правому берегу Оби. Длина реки составляет 172 км. Высота устья — 122 м над уровнем моря.

## Притоки
(км от устья)
- протока Кутинева слева
- протока Топтушка слева
- 7 км: Старая Иня слева
- 150 км: Арапиха справа
- 154 км: Падун справа

## Данные водного реестра
По данным государственного водного реестра России относится к Верхнеобскому бассейновому округу, водохозяйственный участок реки — Обь от города Барнаул до Новосибирского гидроузла, без реки Чумыш, речной подбассейн реки — бассейны притоков (Верхней) Оби до впадения Томи. Речной бассейн реки — (Верхняя) Обь до впадения Иртыша.